# EL Lada
Der EL Lada ist das erste für den Serieneinsatz bestimmte russische Elektroauto und wird vom Lada-Hersteller AwtoWAS produziert.
Der EL Lada basiert auf dem Lada Kalina. Die Entwicklung kostete 10 Millionen Euro, und es flossen Ergebnisse des Konzeptfahrzeugs Lada Rapan ein. Die Lithium-Ionen-Batterie wurde von der russischen Firma Liotech entwickelt und wird in der Volksrepublik China produziert. Das Modell verfügt über ein Bremssystem mit Energierückgewinnung, um die Batterie wieder aufzufüllen.
Das erste Exemplar erwarb der Leiter der Russian Technologies Tschemesow. Im Dezember 2012 begann die Produktion der ersten 100 Autos, welche als Taxi in der Region Stawropol im Kaukasus verwendet werden sollen. Am 22. Januar 2013 lieferte AwtoWAS (in Übereinstimmung mit dem im August 2012 geschlossenen Vertrag) die ersten fünf EL Lada an die Region Stawropol.

## Technische Daten
- Leistung: 60 kW/80 PS
- Höchstgeschwindigkeit: 140 km/h
- Beschleunigung von 0 auf 100 km/h: 13 Sek.[1]
- Akku-Ladezeit: 8 Stunden
- Reichweite: 140 km
- Entlade-Zyklen der Batterie: 3000

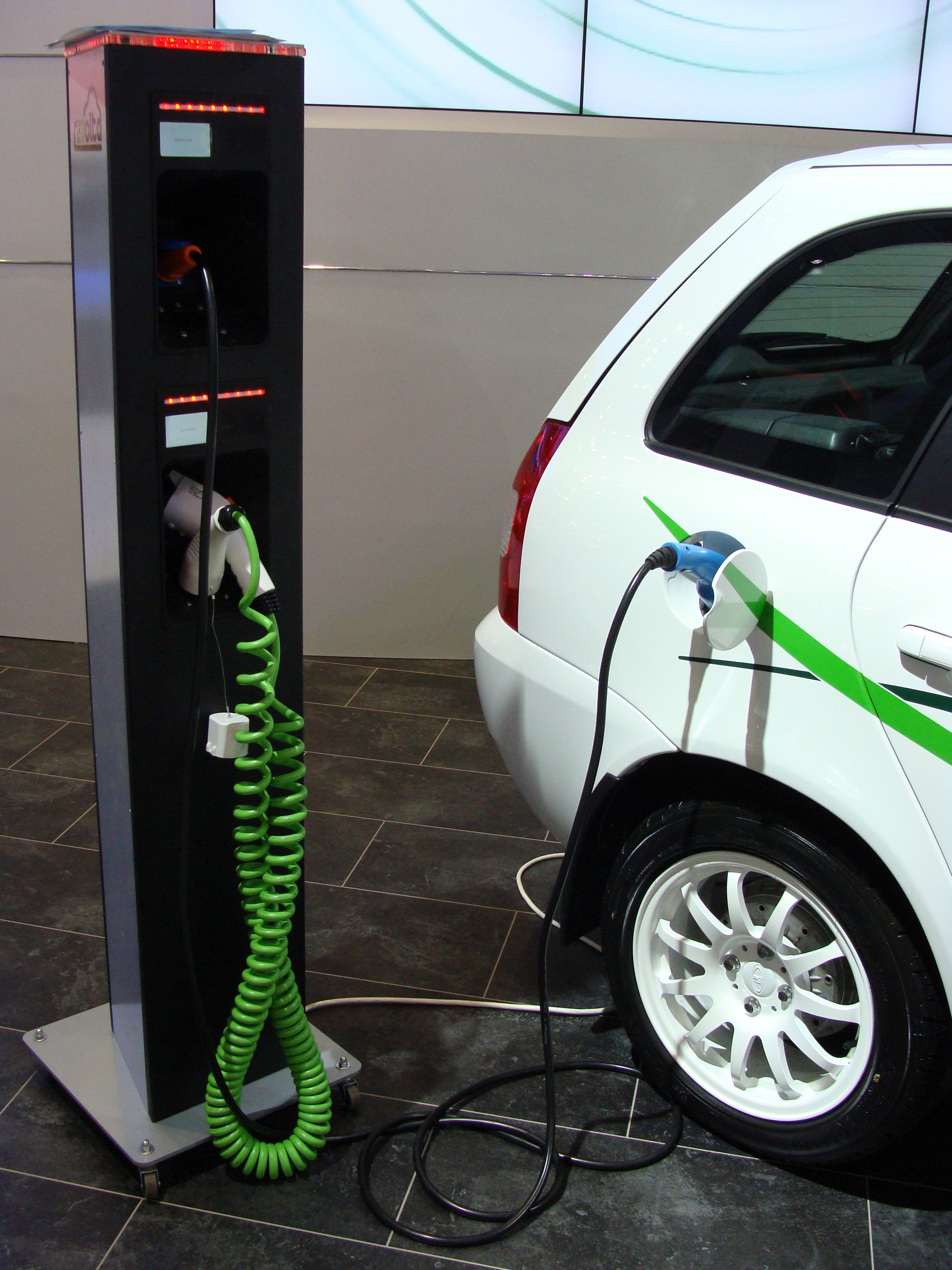
Ladestation EL Lada
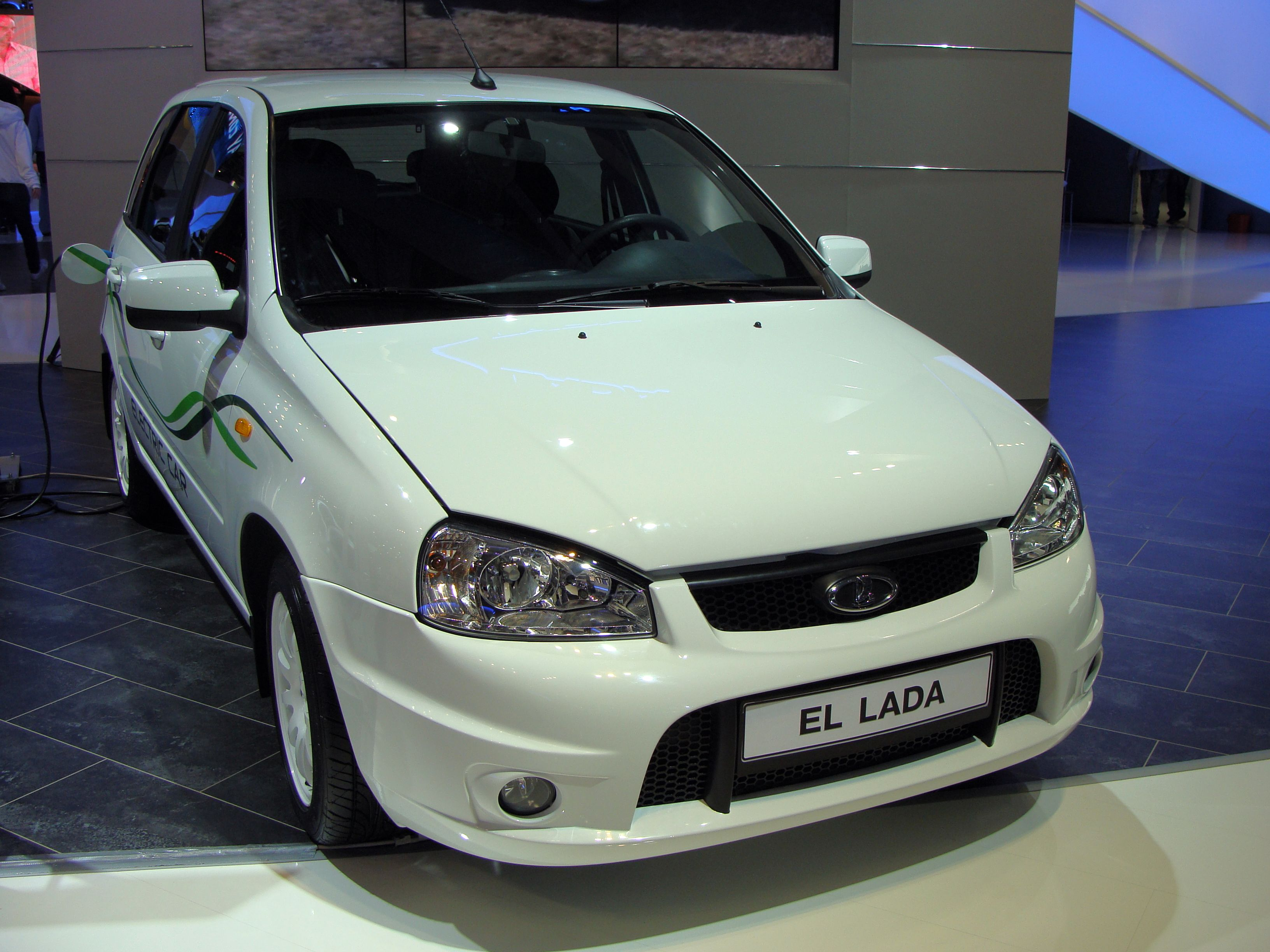
EL Lada